# 莊起鳳
莊起鳳（?—?），字明辉，号铁峰老人，普宁果陇村人，清朝軍事將領、武進士出身。
道光十二年，武舉鄉試第一；道光十五年，登武進士，后歷任碣石都司、碣石左营守备、广海游击、香山中营都司、澄海参将等职。
莊起鳳三子莊鎮藩于同治四年(1865)登崇綺榜進士；長孫莊家荃于光緒十五年(1889)登張建勳榜進士，三孫莊家龍于光緒十六年(1890)登吳魯榜進士。莊起鳳長子莊美才被朝廷誥封為振威將軍（從一品），次子莊鎮邦誥封為武顯將軍（正二品）、三子莊鎮藩誥封為武威將軍（二品銜）、四子莊鎮標、五子莊鎮疆被她贈為昭武都尉（正四品），六子莊國名早卒。莊起鳳家“一門四進士，六子五登科”，傳為佳話。
莊起鳳解甲歸田後，潛心研習書畫詩文。《八駿圖》、《百馬圖》等，墨運柔和，筆法瀟灑，遠景山水樹木各有神韻，畫風為寫實派，遺存書畫五百多幅。其中水墨畫《八駿馬圖》等六幅，藏于普寧縣博物館。
。